# Lâm Uyển Nhi
Lâm Uyển Nhi (1975, Nha Trang - 2007, Hanoi) va ser una ballarina i guanyadora d'un concurs de bellesa del Vietnam. Després de guanyar un concurs de bellesa a Nha Trang el 1989, va deixar l'escola per establir un negoci a la ciutat Ho Chi Minh (antigament Saigon). Nhi va nàixer en una família de vuit germanes, tot i que el seu pare va marxar quan era jove, va créixer amb la cura de sa mare. La seua vida familiar també va ser extremadament difícil. Més avant es va tornar addicta a les drogues, es va prostituir i es va infectar amb el VIH. Va viure els seus darrers dies al Centre d'Educació Laboral Social i va morir el 2007.
Nhi va ser un personatge del programa "El contemporani" a la televisió vietnamita i va ser objecte de sèries de reportatges a llarg termini als principals diaris.

## Biografia
El seu pare era un oficial de la Força Aèria de la República del Vietnam que va fugir a l'estranger després de la guerra del Vietnam. Un famós gàngster anomenat Pham Chi Tin, popularment "Tin pales", va adoptar Nhi i la va introduir al mon del modelatge per acabar guanyant el concursant de bellesa el 1989.
El 1990 es va casar amb un gerent francés anomenat Patrick, 24 anys major que ella, i van tenir un fill junts. Eventualment va esdevenir addicta a la cocaïna i el seu marit la va fer ingressar a un hospital de Đà Lạt.
El 2001, un cop ja havia superat la seua adicció, el seu marit va ser detingut per la policia francesa per tràfic il·legal d'antiguitats i empresonat per 18 anys. Com que depenia econòmicament d'ell, es va veure obligada a prostituir-se, va caure en depressió i va recaure en el consum de drogues.
Va ser detinguda i traslladada a un centre de rehabilitació d'Hà Tây. En, 2003 mentre estava embarassada del seu segon fill, va donar positiu en la prova del VIH.
El 2007, mentre residia al Centre d'Educació Laboral Social, va morir després d'una llarga lluita contra la SIDA.

## Documental sobre la seva vida
El 2008, l'estudio TFS va fer una sèrie de televisió anomenada Âm tính sobre la vida de Lâm Nhi. Dirigida per l'escriptor Nguyen Quang Lap, Mai Phương Thúy (Miss Vietnam 2006) va fer el paper de Lâm a la sèrie.